# Lasnamäe
Lasnamäe (Russisch: Ласнамяэ, Lasnamjaè; de vroegere Duitse naam was Laaksberg) is een van de acht stadsdistricten (Estisch: linnaosad) van Tallinn, de hoofdstad van Estland. Het is het stadsdistrict van Tallinn met de meeste inwoners. De meerderheid van de bevolking heeft Russisch als moedertaal.
Het stadsdistrict had 117.230 inwoners op 1 januari 2022 en beslaat een oppervlakte van 27,38 km². De bevolkingsdichtheid is dus 4.282/km². Het district bestaat voor een groot deel uit flats van 5 tot 16 verdiepingen hoog, gebouwd in de jaren 1970-1990. Dat deel is een slaapstad.

## Geografie

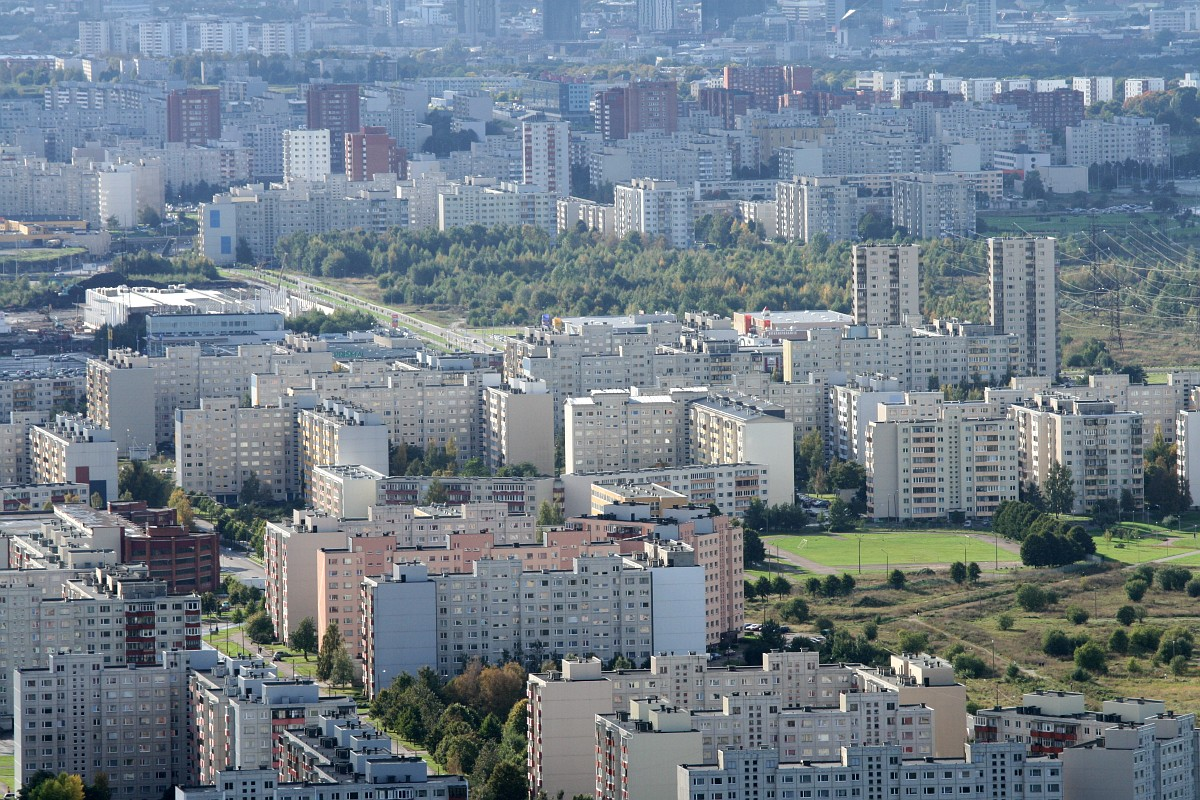
De subdistricten Mustakivi en Laagna vanuit de lucht. De onbebouwde strook ertussenin is Tondiraba

Het district ligt in het oostelijk deel van Tallinn. De oostgrens is de rivier Pirita (Estisch: Pirita jõgi); in het noorden en noordwesten scheidt een steile helling het stadsdistrict van de districten Pirita en Kesklinn. Het district zelf ligt op een kalksteenplateau, dat 30–52 m boven de zeespiegel uitsteekt. Het hoogste punt in Lasnamäe is de heuvel Sõjamägi (54 m).
Lasnamäe bestaat uit twee delen. Het noordelijk deel is een woongebied, het zuidelijk deel vanaf de Peterburi tee, de weg Tallinn-Narva, tot aan de buurgemeente Rae is industriegebied. De uitzondering is de wijk Tondiraba. Die ligt ten noorden van de Peterburi tee, maar is toch een industriegebied. De luchthaven Lennart Meri Tallinn Airport ligt ook op het grondgebied van Lasnamäe.
Lasnamäe is onderverdeeld in zestien subdistricten of wijken (Estisch: asumid): Katleri, Kurepõllu, Kuristiku, Laagna, Loopealse, Mustakivi, Pae, Paevälja, Priisle, Seli, Sikupilli, Sõjamäe, Tondiraba, Ülemiste, Uuslinn en Väo.

## Geschiedenis

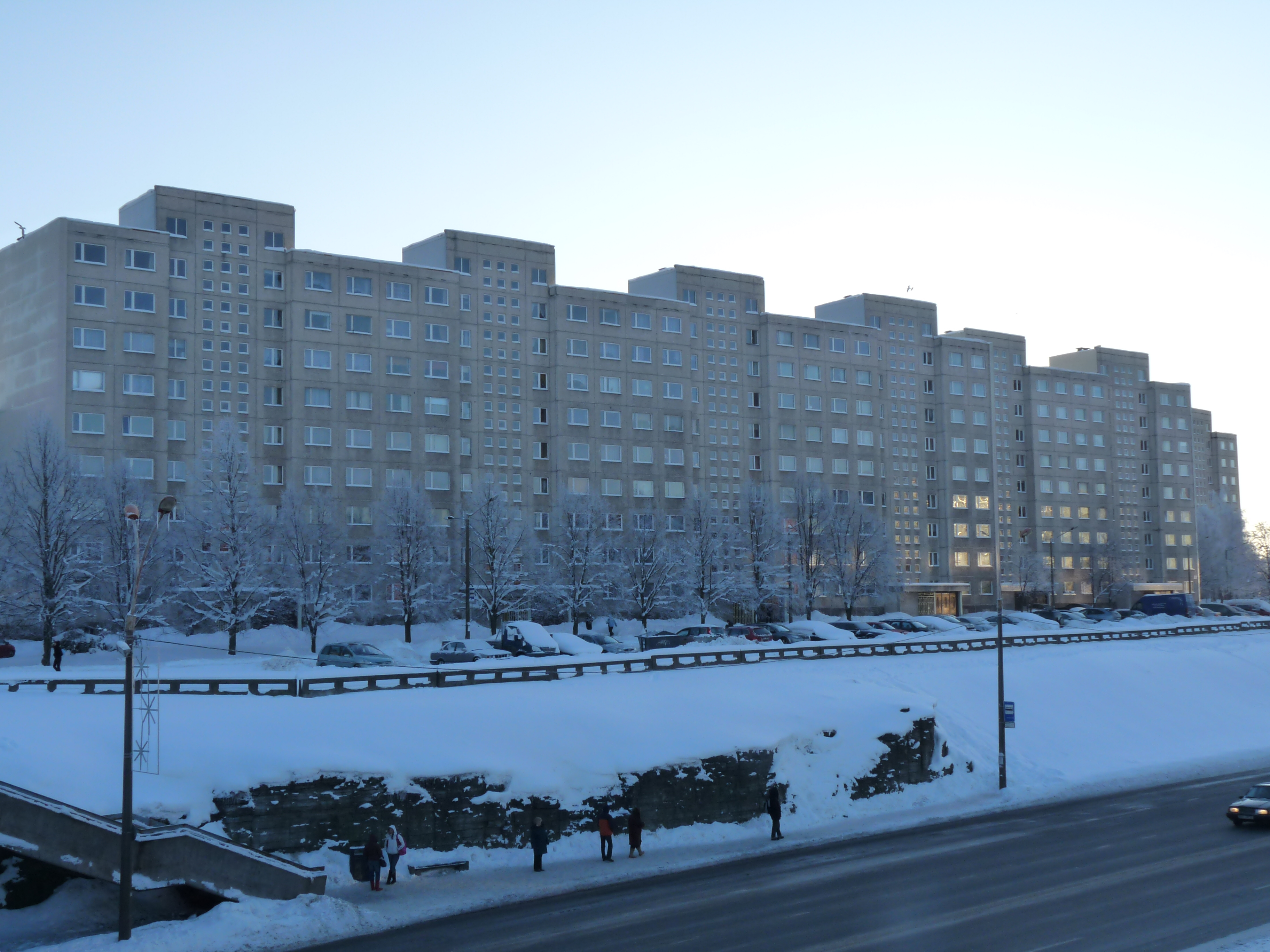
De Paekaare tänav, een straat in Lasnamäe

Vondsten bewijzen dat Lasnamäe al in het Neolithicum bewoond was.
In de middeleeuwen werd in Lasnamäe kalksteen uitgehouwen. Vrijwel heel Tallinn is gebouwd van kalksteen afkomstig van Lasnamäe. In het gebied lagen enkele kleine nederzettingen.
Op het grondgebied van de wijk Ülemiste is in 1343 een slag uitgevochten tussen de Duitse Orde en de opstandige Esten tijdens de Opstand van Sint-Jorisnacht. Daarbij kwamen 3.000 Esten om het leven.
Tegen het eind van de 19e eeuw, toen de industrie zich sterk uitbreidde, werden in Lasnamäe een paar fabrieken gebouwd. Daaronder was het metaalbedrijf Dvigatel, waar 2.260 arbeiders werkzaam waren in het jaar 1900. In 1904 werd Sikupilli gebouwd, de eerste woonwijk binnen het stadsdistrict. Sikupilli bleef de belangrijkste woonwijk van Lasnamäe tot vanaf 1970 de toenmalige Sovjetautoriteiten flatwijken gingen bouwen voor de vele immigranten van buiten Estland.
De flatwijken werden opgezet in de vorm van kleine groepjes geprefabriceerde huizenblokken (microdistricten), onderling gescheiden door doorgaande wegen. Deze opzet is nog steeds beeldbepalend voor het stadsdistrict. De belangrijkste ontwerpers die betrokken waren bij de opzet van het district, waren Mart Port, Malle Meelak en Irina Raud. Oorspronkelijk lag het in de bedoeling het stadsdistrict te laten groeien tot 160.000 à 180.000 inwoners.
Een paar subdistricten – zoals Katleri, Mustakivi, Priisle en Seli – ontlenen hun namen aan de boerderijen of buurtschappen die er vroeger lagen.
In de tijd van de Zingende revolutie in de late jaren tachtig van de 20e eeuw was de eenvormige massabouw in combinatie met het Russisch als voertaal binnen de wijk, waar veel bewoners weigerden Estisch te leren, een schrikbeeld voor de Esten. Een van de leuzen van de Zingende revolutie was: ‘Stop Lasnamäe’ (Peatage Lasnamäe!). Het was ook de titel van een populair liedje van Ivo Linna uit die tijd.
De jaren negentig waren voor Lasnamäe een periode van stilstand. Er werd vrijwel niets meer bijgebouwd, er werd niet in het district geïnvesteerd en de prijzen van de appartementen waren de laagste van Tallinn. In de 21e eeuw kwamen er weer activiteiten. Zowel het stadsbestuur als particuliere investeerders beleggen weer in Lasnamäe. Er zijn weer nieuwe flats en een aantal winkelcentra gebouwd.

## Bevolking

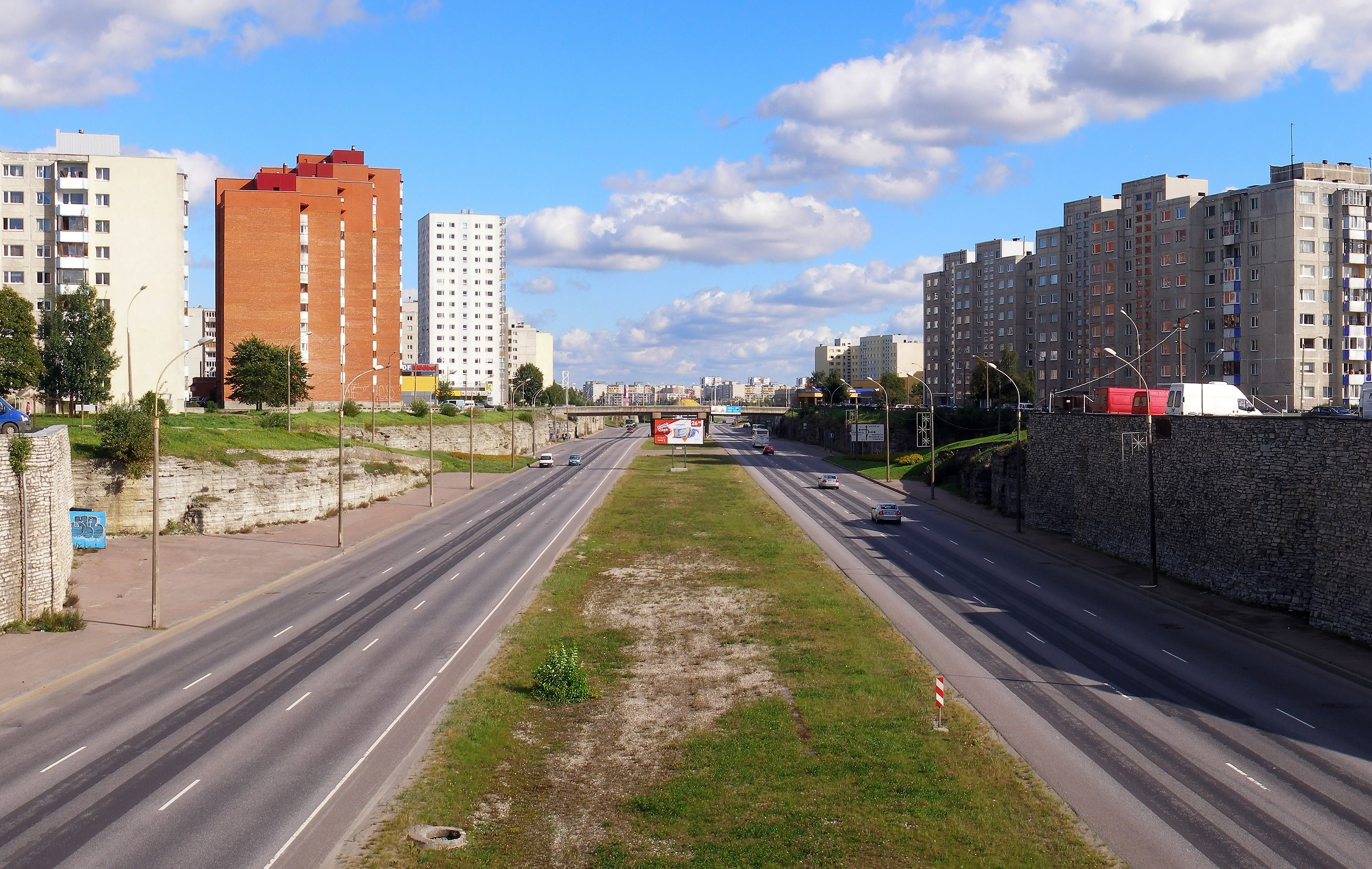
De Laagna tee, een doorgaande route door Lasnamäe. De brede middenberm is gereserveerd voor een lightrailverbinding

Lasnamäe had 118.047 inwoners op 1 januari 2021 en is daarmee het stadsdistrict met de meeste inwoners. 26% van de totale bevolking van Tallinn woont in Lasnamäe. Het district dat wat aantal inwoners betreft op de tweede plaats komt, is Mustamäe met circa 66.000 inwoners.
De grootste bevolkingsgroep van Lasnamäe is etnisch Russisch: 61,9% op 1 januari 2020. Op dezelfde datum was 25,2% van de bevolking Estisch, 5,5% Oekraïens en 2,8% Wit-Russisch. Deze cijfers zeggen weinig over het staatsburgerschap van de bevolking. 67,9% van de bevolking heeft het Estische staatsburgerschap, 14,0% is stateloos, 13,1% heeft het Russische staatsburgerschap en 1,9% is Oekraïner (cijfers van januari 2020).
FC Ajax Lasnamäe is een bekende voetbalclub uit dit stadsdistrict.

## Vervoer

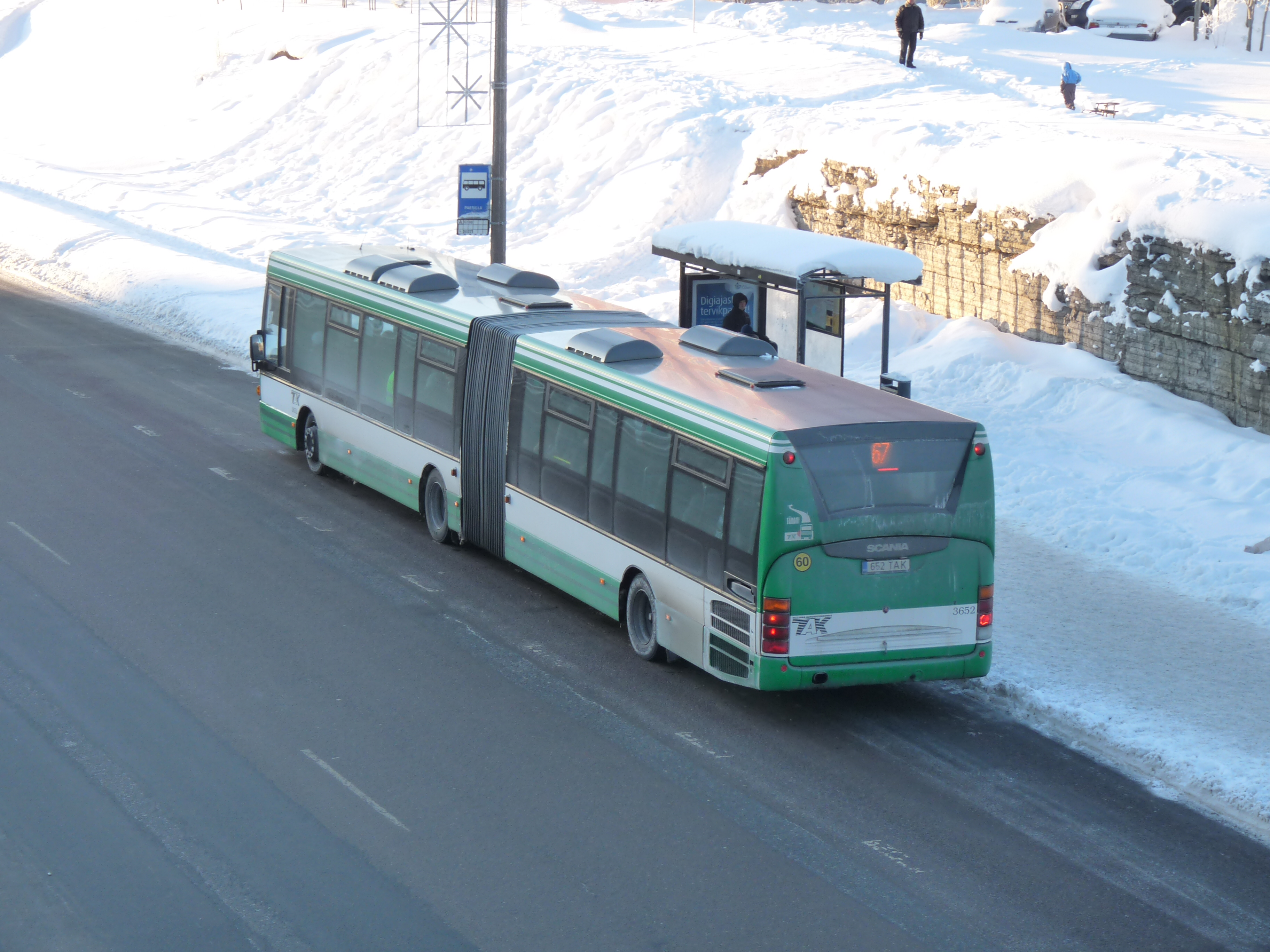
Een bus van lijn 67 aan een halte langs de Laagna tee

De belangrijkste weg door Lasnamäe is de vier- tot achtstrookssnelweg Laagna tee, die loopt van het stadscentrum tot een aansluiting op de Põhimaantee 1 tussen Tallinn en Narva, die zelf onder de naam Peterburi tee ook door Lasnamäe loopt. Voor de aanleg van de Laagna tee is een stuk van het kalksteenplateau afgegraven. Vandaar de bijnaam ‘Lasnamäekanaal’ (Estisch: Lasnamäe kanal) of simpelweg ‘Het Kanaal’ voor deze weg.
De oudere delen van Lasnamäe, Sikupilli en Ülemiste, zijn door een tramlijn verbonden met het centrum van Tallinn. Voor de nieuwere delen van Lasnamäe zijn er buslijnen, geëxploiteerd door het busbedrijf Tallinna Autobussikoondis. Er wordt al jaren gediscussieerd over een lightrailverbinding tussen het centrum en de verder weg gelegen wijken van Lasnamäe. Speciaal voor die verbinding heeft de Laagna tee een brede middenberm, die daarvoor is gereserveerd.
De spoorlijn Tallinn-Narva loopt door Lasnamäe. Het stadsdistrict heeft twee stations: station Ülemiste in het gelijknamige subdistrict en station Vesse in het subdistrict Sõjamäe.